# Артемида
Артемида (грч. Άρτεμις) била је грчка богиња лова, дивљине, као и господарица и заштитница дивљачи.  Она је највероватније била древно божанство, које су Грци усвојили као богињу дивљине. Према шведском митологу проф. Мартину Нилсону, Артемида била је најпопуларнија грчка богиња. У класичној традицији била је персонификована са планинама, дрвећем, ловом и плесом, нимфама, децом и младунчади животиња. По мишљењу других, не само да је уживала распрострањеност свога култа (нарочито у Аркадији, Криту, Анадолији и Великој Грчкој), него и његову дугу традицију, која сеже дубоко у прошлост и представља предмет расправе многих лингвиста, познавалаца линеарног писма Б.
Осим тога, постоје различите теорије у погледу порекла и увођења њеног култа у Грчку. Као првобитна господарица дивљине и примитивног, преаграрног ловачко-сакупљачког друштва, претпоставља се по једној од тих теорија да је њена улога заштитнице дивљачи концептуално током векова постала сродна њеној потоњој доместификованој функцији заштитнице младог људског живота. У светској научној литератури, историчари религије, који се слажу с тим, често узимају за ту претпоставку доказ о постојању једне универзалне праисторијске господарице животиња из које је касније произашао Артемидин култ, за разлику од оних који указују на њено оригинално крићанско или анадолијско порекло.
Такође, постоје несугласице и по питању околности у којима је рођена. Неки извори наводе да је рођена истог дана кад и њен брат-близанац Аполон, док је код других то било нешто раније или касније. Према општеприхваћеној легенди, родила ју је богиња Лета, која је након дугог трагања за местом где ће се породити најзад била примљена на острво Дел.
Оно што се поуздано зна јесте да опис Артемиде у Хомеровој„Одисеји“ потпуно одговара потоњем класичном веровању, према којем се она креће планином Тајгет или Еримантском гором и ужива у лову на вепрове и кошуте, или је у друштву нимфи међу којима води коло по ливадама и поменутим узвишењима. Због тога јој је, између осталог, придодат атрибут keladeine (она која прави галаму), који се односи на уобичајену буку за време лова, проузроковану повицима, ловачким рогом и псећим лавежима.

## Порекло, развој култа и археолошки налази

### Богиње бронзаног доба
Почев од дешифровања линеарног писма Б 1952, многа истраживања су се фокусирала на именâ божанстава на таблицама, пошто су ове обезбедиле нове податке за дијахроне студије грчких култова. Лингвисти су на основу њих установили да је микенско друштво поседовало нека женска божанства која каснија грчка митологија не препознаје, као што су: Qe-ra-si-ja, Pi-pi-tu-na, Do-qe-ja (?), Qo-wi-ja и Ma-na-sa. Уз то, дознало се да су нека од тих у ствари минојског порекла. За разлику од таквих, остала микенска женска божанства имала су фамилијарна имена која их повезују са божанствима из 1. миленијума п. н. е.: Di-wi-ja (по свему судећи Зевсов женски пандан), богиња-голубица Pe-re-*82/ Pelaia, Po-si-da-e-ja (Посејдонов женски пандан), Ma-te-re te-i-ja (тј. „божанска мајка“), и — евентуално — Maka, Mater Gâ (тј. „мајка земља“).
Међутим, најчешће споменута микенска богиња је Потнија. Та богиња означавана је или само Потнија, или са атрибутима који јој одређују ближе значење. Ти атрибути указују на различите аспекте овог божанства. На Кносу је она Потнија Лавиринтска (da-pu -ri-to-jo po-ti-ni-ja) и од Атане или можда чак од Атине. У Пилу и Микени потврђене су следећи типови potniai-е: u-po-jo-po-to-ni-ja (од hypo што значи „испод“, или пак радњу при ткању), po-ti-ni-ja a-si-wi-ja (Азијска Потнија), po-ti-ni-ja i-qe-ja (Потнија Хипејска),  (Потнија од непознатог топонима), e-re-wi-jo po-ti-ni-ja (Потнија од топонима који почиње на е), ne-wo-pe-o po-ti-ni-ja (Потнија од топонима који почиње на н), si-to-po-ti-ni-ja (буквално преведено, Житна Потнија).
Закључно с горе наведеним, раднице на текстилу и овце терминисане су „Потнијски“ (po-ti-ni-ja-we-jo/-ja). Економске трансакције одвијале су се у Потнијино име: њој су приношени продукти попут меда, текстила, јечма, мирисног уља и златне посуде. Потнијин супруг, *potis или posis, може да се односи или на Посејдоново име, или на име бога do-po-ta, вероватно „господара куће“. Као што је речено, не зна се тачно са сигурношћу да ли се неколико женских божанстава заједно називало Потнијом, или да ли су сва Потнијина имена само репрезентовала аспекте једног главног женског божанства. Оно што је више вероватно јесте да су се нека од имена микенских богиња одржала и у 1. миленију п. н. е., као што су I-pi-me-de-ja/Iphimedeia, Eileithyia, Хера и Артемида.

### Артемида у пантеону бронзаног доба
Поуздано се зна да је у првом миленију Артемида персонификована са ловом, риболовом и дивљим животињама. То је довело познатог оксфордског класичара и академика Луиса Фарнела до закључка да богињино порекло треба пронаћи у периоду током којег су њени обожаватељи били већински заокупљени ловом и риболовом, а то је време пре упознавања са пољопривредним тековинама. Сличну интерпретацију изнео је још један британски класичар Дејвид Вест сматрајући да нема сумње у то да се култ ове богиње одражавао у најдревнијим и најпримитивнијим слојевима грчке религије.
С друге стране грчки класичар Атанасиос Антонију је уверен у присутност минојских елемената у класичном Артемидином култу. По његовом мишљењу је минојска Артемида идентична са критском богињом Ејлејтијом. Стога произилази да је Potnia Theron (тј. „господарица дивљине“) у ствари претеча класичне Артемиде. Ту тврдњу објашњава трговачким везама које су биле заступљене између минојског Крита и Браурона у Атици, у којем су се по свој прилици првобитно приносиле људске жртве у част ове богиње. Његово мишљење дели и његов колега археолог Николаос Платон.
Постоје такође и они научници који Артемиду посматрају као резултат религијског синкретизма различитих минојских женских божанстава и грчких локалних божанстава. Међу њима вреди издвојити двојицу митолога Хју Лојд-Џонса и Френсиса Вијана.

### Записи о Артемиди на линеару Б
На линеару Б, Артемидино име је атестирано само два или можда три пута. Јавља се на једној од таблица из Тебе која бележи издавање вуне и то у дативној форми (a-ti-mi-te); као и на оној из Пила, где је један мушкарац представљен „слугом Артемидиним“ (a-te-mi-to do-e-ro). Она из Тебе, по свему судећи намењена као пошиљка, адресована је на Амаринт. Амаринт је био чувен у класично доба као град на западној обали острва Еубеје, што и није сувише далеко од Тебе. Мада, не треба искључити да је постојао и други град овог имена у Беотији, у којој се налази и сама Теба. Исто тако, мање је сигурно у случају пилске таблице да је графија a-ti-mi-te дативни облик Артемидиног имена, с обзиром на присуство осталих богова на истом списку. Колебање у графији између e и i присутно је и у другим речима и именима која су, по свој прилици, позајмљена из прегрчког језика, и можда то објашњава зашто се богиња јавља на лидијским натписима као Artimul-а.

### Археолошки остаци култних места
Артемида се спомиње као божанство у записима на линеару Б, а светилишта посвећена њој такође су документована у класичном и хеленистичком периоду. Откривши остатке светилишта из бронзаног доба на месту оног из класичног или хеленистичког, многим археолозима прво што је пало на памет јесте континуитет култа и богослужења истог божанства минојског порекла. Међутим, многа од тих светилишта не указују на никакав доказ који би посведочио ту тврдњу. Заправо, постоји само једно сакрално место на којем је највероватније био заступљен култ Артемиде, и које датира до самог краја бронзаног доба: Калаподи (древни Хијампољ, источна Фокида).
Недалеко од данашњег села Калаподи лоциран је храм Аполона и Артемиде Елафеболос. Југоисточно од храма стоје остаци зида који датира из познохеладског  периода, односно периода након пада већине микенских палата. Безброј фрагмената питоса и остатака зрневља и пасуља наговештавају да су продукти за приношење били смештени у близини. Анализе животињских костију показују шта је све било приношено или можда коришћено за исхрану. Шест фрагмената од једне или више медвеђих лобања датиране су до хеладског периода; лавље кости су из раногеометријског периода, а плећка од исте животиње чак показује трагове касапљења и гаревине из раноархајског периода, на основу чега можемо закључити да је она жртвована.
Већина костију из позноминојског периода припада овцама и гускама, а после њих кравама и свињама. Жртвоване животиње су обично младе, и на основу тога може се закључити да је реч о култном месту а не о неком насељу. Уз то, пронађено је и неколико костију дивљих животиња из шуме, као што су дивљи вепар и различите врсте срна. Још један занимљив налаз код Калаподија јесу остаци педесет корњача.

### Артемидин култ у урбаним и периферним крајевима
Према запажању француског класичара Франсое де Полињака, можемо направити разлику између култова у периферним и руралним крајевима, и култова који су били заступљени у урбаним и привредно-културним центрима Античке Грчке.
- Што се тиче култова периферних и руралних крајева, вреди издвојити оне у Хијампољу и Комботекри у Елиди. Налази из њих датирају од 9. до 2. века п. н. е.[13] У таквим крајевима постојала је у архајском добу митска парадигма при чему су девојке или умирале услед гнева извесне богиње, нарочито Артемиде, или су биле спашаване од кобних церемонија богињином милошћу. Било како, оне нису успеле да заврше свој „прелазак“. Неке од њих — евентуално све — веровале су да ће се вратити у виду осветничких духова и нашкодити ономе ко је узео учешћа у процесу завршавања њиховог „преласка“: девицама, скорашњим мајкама и њиховим тек рођеним бебама.[15]
- Од урбаних и привредно-културних центара где је био успостављен Артемидин култ поменућемо атички Браурон и Мунихију (једно од атинских пристаништа). Артемидино светилиште у Мунихији датира с краја 10. века п. н. е. У Браурону постоје трагови микенских обреда. Чини се да је ту трајао један период застоја обредних активности од микенског периода до поновног успостављања у 9. веку п. н. е. Артемидин култ на Делу такође може да се сврста у ову групу. Иначе, Дел као место рођења Артемиде и Аполона посвећен је уједно и њима и њиховој мајци Лати. Археолошки остаци који сведоче ово датирају из познохеладског  периода. Налази у виду слоноваче показују да је Дел имао контакте споља и престиж што се тиче импорта у познобронзаном добу.[13]

### Култне активности у 2. и 1. миленију п. н. е.
Познато је да су Микењани вршили обредне активности у част својих богова, од којих су неке документоване, али ниједна од њих не асоцира на Артемиду. Постоје докази за свештенике (i-je-re-u) и свештенице (i-je-re-i-ja), као и за светилишта (i-je-ro / hieron). Светилишта такође могу бити забележена под изразом po-ti-ni-ja wo-ko-de или wo-i-ko-de (дословно преведено, „Потнијином светилишту“). Неке таблице наводе ток микенских обредних активности. У Кносу, таблице бележе te-o-po-ri-ja / theophoria што је вероватно процесија у којој се статуе божанства носе. У Теби, таблице на линару Б бележе робу која је том приликом била принесена као дар божанству (o-te-tu-wo-te-to, hote thyos theto, тј. „кад је приношење било извршено“).
Појава приношења текстила и ритуалног облачења култних статуа врло добро је познато у култовима 2. и 1. миленија п. н. е. Старовавилонски запис из 19. века п. н. е. сведочи о хаљинама богиње Иштар. Хекаба је у Илијади принела Атини најфиније хаљине. Свећњак је дат Артемиди Ортији у Спарти, према песнику Алкману из 7. века п. н. е. Ритуалне процесије купања, храњења и облачења култних слика атестирано је за Артемидин култ из 1. миленијум п. н. е., мада докази за то углавном су каснијег датума. Поједини археолози и класичари сматрају да је ритуално облачење дошло у Грчку у 8. веку п. н. е. по свој прилици са Истока. Ово је, међутим, мање вероватно, јер, као што смо горе напоменули, термин за приношење текстила te-o-po-ri-ja атестиран је у познобронзаним писменим изворима.

## Улога
Артемида се родила на острву Делу. Првобитно, она је била богиња смрти која је слала на људе и животиње кугу и помор и која је својим стрелама убијала нарочито жене, као нпр. Ниобине кћерке. У Тројанском рату учествовала је, заједно с мајком и братом, на страни Тројанаца и том приликом је лечила рањеног Енеју у Аполоновом храму, када је овај био рањен.
Кога је она милостиво погледала том је њива доносила богат род, стадо му се множило, слога му је усрећавала дом и умирао је у дубокој старости. Као Kurotrophos или Paidotrophos узимала је у заштиту све што је младо и нежно. Као богиња лова (Elaphebolos) уједно је и господарица и заштитница дивљачи. У Аркадији је при изворима, рекама, језерима и у сеновитим гајевима поштована као богиња нимфâ.
По шумовитим висовима брегова, препуним дивљачи, она је ловила у друштву двадесет нимфи, својих сталних пратилаца; а са других шездесет, кћерима Океана, водила је коло. Лук, тоболац и стреле израђивали су јој Киклопи, а псе јој је давао Пан. У Аркадији је наишла на пет кошута нарочите величине и лепоте, са златним роговима. Од тих је четири ухватила и упрегла у своја кола, а једна јој је умакла, јер ју је Хера одредила као трећи посао Хераклов.
У Тауриди су у њену част приносили људске жртве. Одатле су у Браурон пренели њен кип Ифигенија и Орест. Ту је богиња поштована под именом Brauronia. У Спарти су је поштовали под именом Orthia и приносили јој, у најстаријим временима, крваве људске жртве. Касније су, по Ликурговом наређењу, људске жртве замењене ритуалним шибањем дечака, чија крв је морала пошкропити богињин олтар.
Према другом миту, њен кип пренели су касније Орест и Ифигенија у Арицију. Ова тауридска Артемида је уједно и Ифигенија и под тим именом је поштована у многим местима (в. Таурика). Ифигенију је пак, као Агамемнонову кћер, првобитно богињину жртву, касније њену свештеницу, учинила Артемида бесмртном и Хекатом. Као Хеката или богиња месеца имала је више атрибута: Aithopia, богиња ватрена лица, Phosphoros, Pyrphoros, Amphipyros, Lucifera, буктињоноша, и приказује се са буктињом у руци.
У свим митовима о тауридској Артемиди и Хекати измешани су, по свему судећи, поједини грчки локални митови о древним божанствима са митовима о једном азијском божанству чији је симбол био на небу месец, на земљи крава. Као заштитница свега што је младо и нежно, поштована је и као Ејлејтија, Dea Lucina, богиња порођаја. Јер, тек што се родила, помогла је мајци при Аполоновом рођењу.

## Иконографија
Артемидин лик је настао сажимањем различитих божанстава и демона природе, пре свега минојске богиње о којој је већ било речи. Од ње је преузела култ дрвета; Артемидине фигуре вешане су о дрвеће или су скриване у шипражју. Овај обичај је објашњен легендом да су у Аркадији, прецизније у Кафији, деца у игри обесила богињину статуу о дрво, али када су их мештани због тога казнили смрћу, њихове жене почеле су да рађају мртву децу. То је била богињина освета за убиство невине деце и могући разлог за увођење култа Артемиде Апанхомене, тј. заштитница свега што је младо, укључујући и децу.
Упоредо са ширењем култа њеног брата Аполона, Артемида губи свој матерински карактер и постаје пре свега девичанска богиња. Притом се неке од њених првобитних одлика приписују касније њеним хипостазама — Калисти, Тајгети, као и хиперборјеским девицама. Стога се и њен лик мења тако што се допуњује новим цртама.
Под утицајем разних филозофских учења и њене сличности са Хекатом, Артемида од 5. века п. н. е. постаје и богиња месеца. У складу с тим, почиње да се приказује крајње неуобичајено: са велом преко главе и полумесецом изнад ње, и с буктињама у рукама. У том периоду идентификована је и са Селеном.
Због великог броја архаичних ритуала који карактеришу њен култ, Артемида је повезивана са низом варварских, страних божанстава. Идентификована је са богињом из тауридског Херсона, којој су приношене људске жртве, с богињама Ма и Бендидом и са Великом богињом из Ефеса. У Ефесу јој је стајао кип, са многим дојкама на горњем делу тела (Polymastos, Multimammia) и са многим симболичким сликама с представама животиња на доњем делу.
У већини случајева, обично се приказивала као ловкиња са луком и тоболцем, у краткој хаљини — хитон, у пратњи пса или јелена.

## Поређење са сличним божанствима
Артемида је једна од најчуднијих фигурина у грчком пантеону. Поред тога што је веома древног порекла, она је и богиња која садржи јаке супротности. У ствари, различити аспекти њених улога нама се чине готово неспојиви: она је заштитница животиња, а у другу руку она је ловкиња која убија гоњену звер луком и стрелом и притом испушта дивље крике. Истина, када узмемо у разматрање њено девичанство, видећемо да оно игра виталну улогу у скоро свим њеним аспектима, мада се у једном она јавља при порођају и у том погледу личи на богињу рођења — Ејлејтију. Чак и ако у том својству она помаже жени, она такође може да буде одговорна и за њену необјашњиву смрт, баш као што је кривица за изненадну смрт међу мушкарцима била стављена на Аполона.
Изузев тога, Артемида је имала сасвим јасне и одређене везе са малоазијским и блискоисточним богињама. Њено име се налази међу ликијским и лидијским богињама као Ertemis, односно Artimús. Фузија грчких богиња с тим малоазијским најбоље се огледа у култу Ефеске Артемиде. Такође, Артемида је била често идентификована са богињама месеца (Селена, Луна) а понекад и са богињом ноћи — Хекатом, која, опет, може да буде и богиња месеца.
Као и код других божанстава, и Артемидин култ се умногоме разликује од места до места, те тако у Малој Азији имамо случај са поменутом Ефеском Артемидом која са својим многим дојкама вероватно указује на плодност. Та богиња често је описивана с врло мало заједничког с грчком Артемидом и њеним римским панданом — Дијаном. Али, испитивањем њихових представљања из ранијег периода, показало се да је врло могуће да све три богиње воде порекло од једног заједничког прототипа који је по свој прилици дошао са истока. Стога није ни чудо што се Артемиди приписују и блиске везе са великим малоазијским и блискоисточним богињама као и са Анахитом, древном иранском богињом која је касније играла значајну улогу у Заратустриној религији.
На основу свега овога горе наведеног, издвајају се следећа божанства која могу да се доведу у најтешњу везу са Артемидом:
- Селена — била је грчка богиња месеца, касније су је идентификовали с Артемидом, али пластична уметност их је ипак разликовала: Селенино лице је пуније и облије, тело мање витко и увек потпуно одевено; око главе има вео у облику лука а на темену полумесец.[25]
- Хеката — у почетку је била грчко божанство самосталног карактера, међутим, често је била изједначавана са Артемидом почев од 5. века п. н. е. па на даље; у иконографији је представљана углавном као и Артемида, с кратким хитоном, али је за разлику од ње носила бакљу у руци место лука.[26]
- Анахита — древна иранска богиња, која је била персонификована са биковима; Грци су је поистовећивали са Артемидом која је слично њој била богиња која је ловила бикове; отуда је Артемида била слављена као Tauropolos, односно „бикоубица“, и као таква она је апсорбовала неке од карактеристика Анахите.[27]

## Митологија

### Рођење
Приликом разматрања легенди о Артемиди, морамо се вратити на почетак да испитамо околности под којима су рођени она и њен брат Аполон. Према најстаријем целовитом објашњењу сачуваном у хомеричкој Химни Аполону, Лето (ћерка титанâ Кеја и Фебе) зачела је божанске близанце Зевсу, али је имала потешкоћа у проналажењу места да се породи када је њена трудноћа достигла свој пун термин. Јер, иако је посетила многе земље, од Крита и Атине до Лемна и Накса, сви су је отерали бојећи се да ће она родити сина који ће господарити подједнако и боговима и смртницима. Међутим, на крају је успела убедити острво Дел да је прихвати, а у замену за то обећала је да ће њен син успоставити своје главно светилиште овде и да ће му указати већу част од свих осталих места.
Све најистакнутије богиње дошле су да присуствују рођењу, са изузетком Хере која је остала на Олимпу да би задржала Ејлејтију, богињу порођаја. Као последица тога, Лето се мучила у боловима девет дана и исто толико ноћи без престанка, све док остале богиње нису послале гласницу Ириду на Олимп да умилостиви Ејлејтију скупоценим даром — златном огрлицом дугом девет лаката. Подстакнута тиме, Ејлејтија се запутила за Дел, на којем се нашла убрзо. У тренутку кад је ступила на његово тле, Лето је клечећи, ослоњена на брдо Кинт и обухватајући рукама палму, родила Аполона, а нешто мало касније на острву Ортигији и Артемиду.
| „ | Ја певам како Лета роди, на кинтском брегу, Тебе, радости људи, на кршном Делосу, који Оптаче море бурно, где, уз фијуке ветра, Таласи са свих страна преко обала скачу.... | ” |

У каснијим изворима, Летине потешкоће у проналажењу места ради порођаја објашњене су Хериним непријатељством, што изгледа природније и чини причу бољом. Према Калимаху, Хера је послала свога сина Ареја и богињу Ириду (која у потоњој литератури често делује као Херин посебан гласник) да упозоре свако место у Грчкој да не приме љубавницу њеног супруга, али се мало и пусто острво Дел усудило супротставити богињиним претњама и позвало Лету да се породи на његовом тлу. Или по Аполодоровој верзији, Лето је била прогањана широм земље од стране Хере све док није пристигла на Дел, где је родила близанце, прво Артемиду која је сместа помогла мајци при рађању Аполона. Сматра се да је управо због овог другог детаља Артемида сматрана богињом која доноси помоћ женама у порођају. У складу с тим веровањем, на Делу је постојала традиција да се дан Артемидиног рођења слави пре Аполоновог.
И Хигин нам нуди још једну верзију, по којој се Хера залагала да се Лето не породи на било ком месту које је осветљено светлошћу сунца. Штавише, Лету је прогањао делфски змај Питон, који је помоћу својих пророчких моћи знао да ће она родити сина који ће учинити њему крај. Али, Зевс је дошао да помогне својој љубавници, наредивши Бореју да је однесе Посејдону. Омогућио јој је да се породи, упркос Херином декрету, тако што ју је Посејдон одвео на Дел којег је заклонио високим таласима не би ли на тај начин спречио на неко време да сучеви зраци продру до њега. Четири дана након што се родио, по причи, Аполон се осветио Питону убивши га у Централној Грчкој.

### Орион
Као младић Орион је хтео да запроси Меропу, једну од седам нимфи које су биле у пратњи богиње Артемиде, али га је ова одбила. По једној причи, она се удала за смртника, коринтског краља Сизифа. Према другој причи, Меропа је постала Орионова вереница, али је њен отац — Енопион, краљ Хија, одлагао дан венчања. Коначно, Орион је изгубио свако стрпљење, те је злоставио Меропу, а да би му се осветио Енопион га је ослепео. Орион је лутао немоћно све док се бог Хефест није сажалио на њега пославши му свог слугу Кедалиона у испомоћ. Овај га је довео до боравишта бога сунца — Хелија, и богиње зоре — Еос. Када је видела Ориона, Еос је испустила сузу која му је повратила вид. Прогледавши и спазивши своју исцелитељку, Орион се заљубио у њу, што је изазвало негодовање код богова који су сместа наредили Артемиди да га усмрти својим стрелама.
Други мит наводи да су се Орион и Артемида заљубили једно у друго и планирали чак да се венчају. Њихов однос хтео је да осујети Аполон који је одбацивао сваку помисао на брак између богиње и смртника. Ради тога, он је изазвао сестру да испроба своју стрељачку вештину на предмету који се у даљини једва видео. Пошто богиња никада није одбила изазов, одапела је стрелу из лука и погодила право у центар мете. Недуго потом показало се да је усмртила свог љубимца — Ориона. Када је схватила шта је учинила, она је, да би се искупила, затражила од оца Зевса да га премести на небо, и тако је настало сазвежђе Орион.
Неколико митова о животу Ориона завршава се тако што он бива усмрћен од стране шкорпиона. Према неким изворима, отровно створење послала је Артемида након што је он злоставио једну њену пратиљу. По другој верзији, Орион се хвалио да ће истребити све животиње света, што је разбеснело Геју из чијег крила је изашао шкорпион који је усмртио дрског ловца. Тада га је Артемида пренела на небо. Други причају да је Орион покушао да злостави Артемиду на Хију, а ова је да би се одбранила расцепила брежуљке на острву те је из земље измилео шкорпион који је усмртио напасника. У знак захвалности, Артемида је пренела шкорпиона на небо поставивши га близу Ориона. Од тада шкорпион стално прогања џиновског ловца по небеском своду: чим се Шкорпион појави, Орион се склања иза хоризонта.

### Ифигенија
Кад је грчка војска, спремна за поход на Троју, већ дуже време узалуд чекала у Аулиди на повољан ветар, пророк Калхант пророковао је да се мора принети на жртву Агамемнонова кћи Ифигенија не би ли се на тај начин задобили потребни услови за пловидбу. Артемида, увређена што јој је Агамемнон убио љубимца јелена, а према другој верзији и због неиспуњеног му завета датој богињи или пак због хвалисања приликом једног лова, тражила је да се изврши ово жртвовање.
Агамемнон се тешко одлучивао на ту велику по њега жртву, али напослетку је морао попустити, јер се војска већ почела бунити. По Еурипидовој драми Ифигенија у Аулиди, Агамемнон је преко гласника позвао Ифигенију у Аулиду под изговором да је жели удати за Ахилеја. Кад је већ одведена до жртвеника, на њу се смиловала богиња Артемида, те је место ње на жртвеник послала једну кошуту, а њу је увила у облак и однела у Тауриду где је је од ње учинила своју свештеницу.
У Тауриди је Ифигенија дуже времена служила Артемиди која ју је, према некима, учинила бесмртном. Према другој Еурипидовој драми — Ифигенија у Тауриди, Ифигенија је била приморана да присуствује приношењу људских жртава, пре свега странаца који су се случајно или као бродоломници нашли на тауридској обали. Кад је њен брат Орест дошао са својим пријатељем Пиладом у Тауриду по Артемидин кип, за који се веровало да је пао с неба, и Ифигенија се вратила с њима у Грчку. Тамо је допринела успостављању култа Брауронске Артемиде.

### Ниоба
Поносита на своје многобројно потомство, Ниоба је сматрала себе бољом од Лете, која је имала само двоје деце. То је подстакло увређену богињу да пошаље своју децу, Артемиду и Аполона, да ликвидирају децу њене смртне супарнице. Извори се не слажу у вези броја Ниобине деце, те се тако међу античким ауторима могу пронаћи многобројне варијанте. С једне стране, Аполодор, Диодор Сикул, Овидије, Хигин и Лактантије слажу се да је било седам кћери и седам синова, док Хомер, с друге стране, броји шест кћери и шест синова. Без обзира на њихов број, очигледно је да су деца била погођена на основу пола: Аполон је гађао синове, а Артемида кћерке.
На пољу, испред тебанских зидина, Аполон је све до једног прострелио Ниобине синове, не поштедевши чак ни најмлађег који је замолио богове да га поштеде. На вест о погибији својих синова, Ниоба је са кћерима изашла пред тебанске зидине. Полудевши до бола, она је над телима своје усмрћене деце узвикнула:
| „ | Сурова Лето, мени је у несрећи остало више него теби у срећи, после толиког губитка ја те још увек надмашујем. | ” |

Рекавши то, поново се чуо звук одапетих стрела и ојађена Ниоба стајала је беспомоћно посматрајући како јој ћерке бивају погођене једна за другом. Најмлађа од њих потражила је уточиште у загрљају мајке. Ова ју је пригрлила и заклонивши је хаљином завапила је призивајући богове да јој поштеде бар њу. Али, молба јој није услишена, те је и најмлађу усмртила Артемидина стрела. На тај начин кажњена је Ниоба која се од великог бола за преминулом децом скаменила, а такву ће јак вихор пренети у завичај, на брдо Сипил у Лидији.
По неким веровањима, двоје Ниобине деце успело је да преживи. Лета је услишила Мелибејину молбу, поштедевши је од осветничких стрела њене деце. Отада је позната као Хлорида („бледа жена“), јер је од страха који је доживела побледела, те јој се никад није вратио природни тен какав је имала раније. Заједно са братом Амиклом, који је такође поштеђен, саградила је Лети светилиште. Касније се удала за Нелеја, Посејдоновим сином, с којим је имала дванаесторо деце укључујући Нестора, који се касније борио у Тројанском рату. Антички путописац Паусанија тврдио је да је посетио светилиште које је Хлорида саградила. Такође, записао је да је видео гробове остале Ниобине деце у Теби, и да је приметио на лидијском брду Сипил приметио камен за који је веровао да представља скамењену Ниобу.

### Калиста
Попут многих нимфи које су доживеле трагичну судбину као последицу љубавног односа са Зевсом, ни нимфа Калипса, ловкиња и заклета девица која је служила верно Артемиди, није била изузетак. Заљубивши се у њу, Зевс ју је обљубио, због чега јој се Хера, љута због неверности свога мужа, осветила. Након што је Калипса родила сина Аркада, Хера ју је претворила у медведицу. Према другој верзији, Зевс је био тај који ју је претворио у медведицу, зато што се бојао да ће Хера из љубоморе да јој напакости. Међутим, Хера је сазнала како да је пронађе те је затражила од Артемиде да је устрели, што је ова и учинила драге воље желећи да је на тај начин казни због губљења невиности.